# Лейдердорп
Лейдердо́рп (нід. Leiderdorp, - [lɛi̯dərˈdɔrp] ( прослухати)) — місто і муніципалітет у провінції Південна Голландія, Нідерланди. Розташований на схід від міста Лейден і фактично є передмістям останнього. Окрім власне міста Лейдердорп до муніципалітету входить також присілок Ахтховен. Станом на 2014 рік у муніципалітеті мешкало 26 786 осіб.
Лейдердорп — одне з найстаріших міст Південної Голландії. Протягом Восьмидесятилітньої війни тут базувалося командування іспанської армії.

## Історія

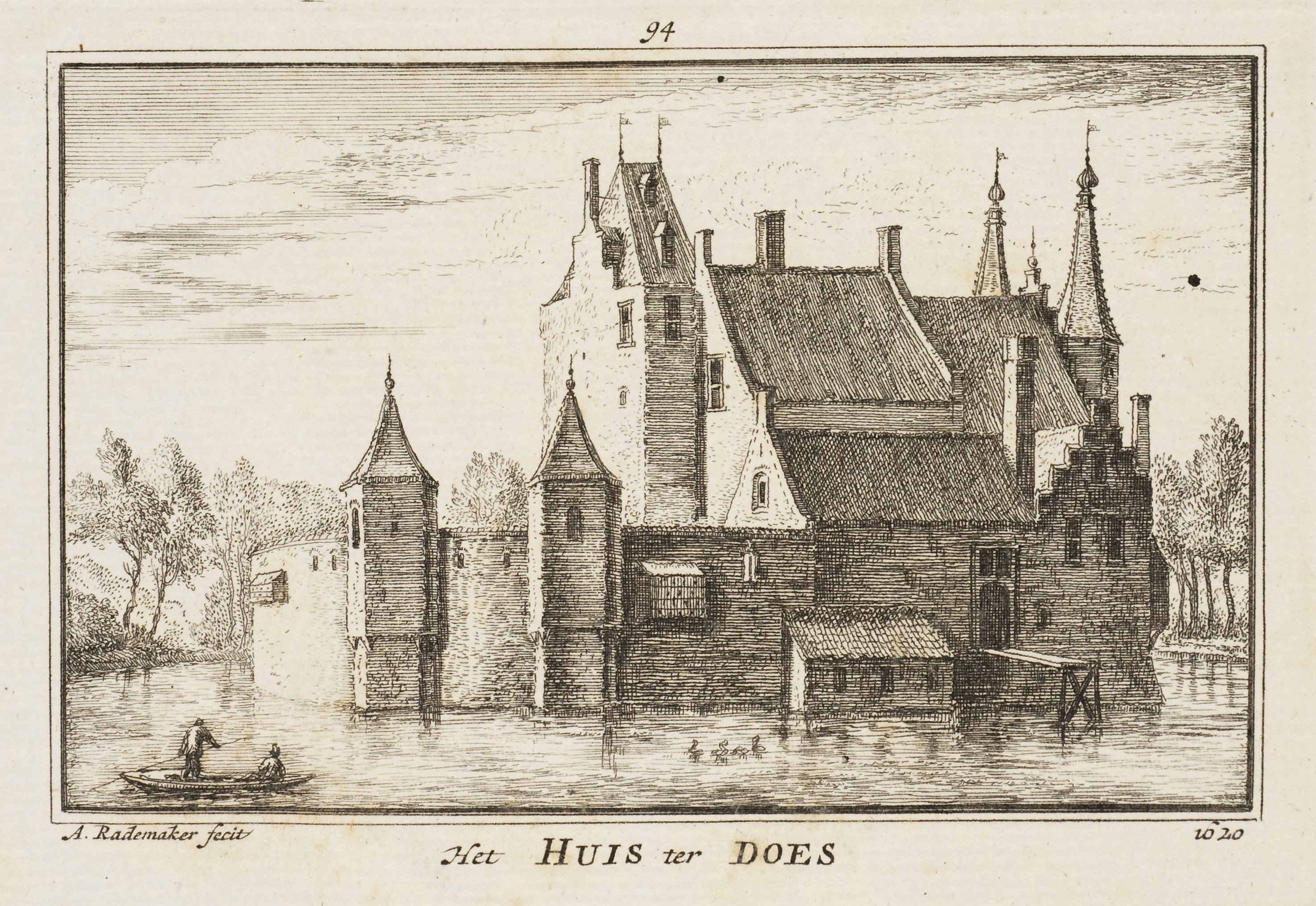
Замок Хейс-тер-Дус, 1720–1725 роки.

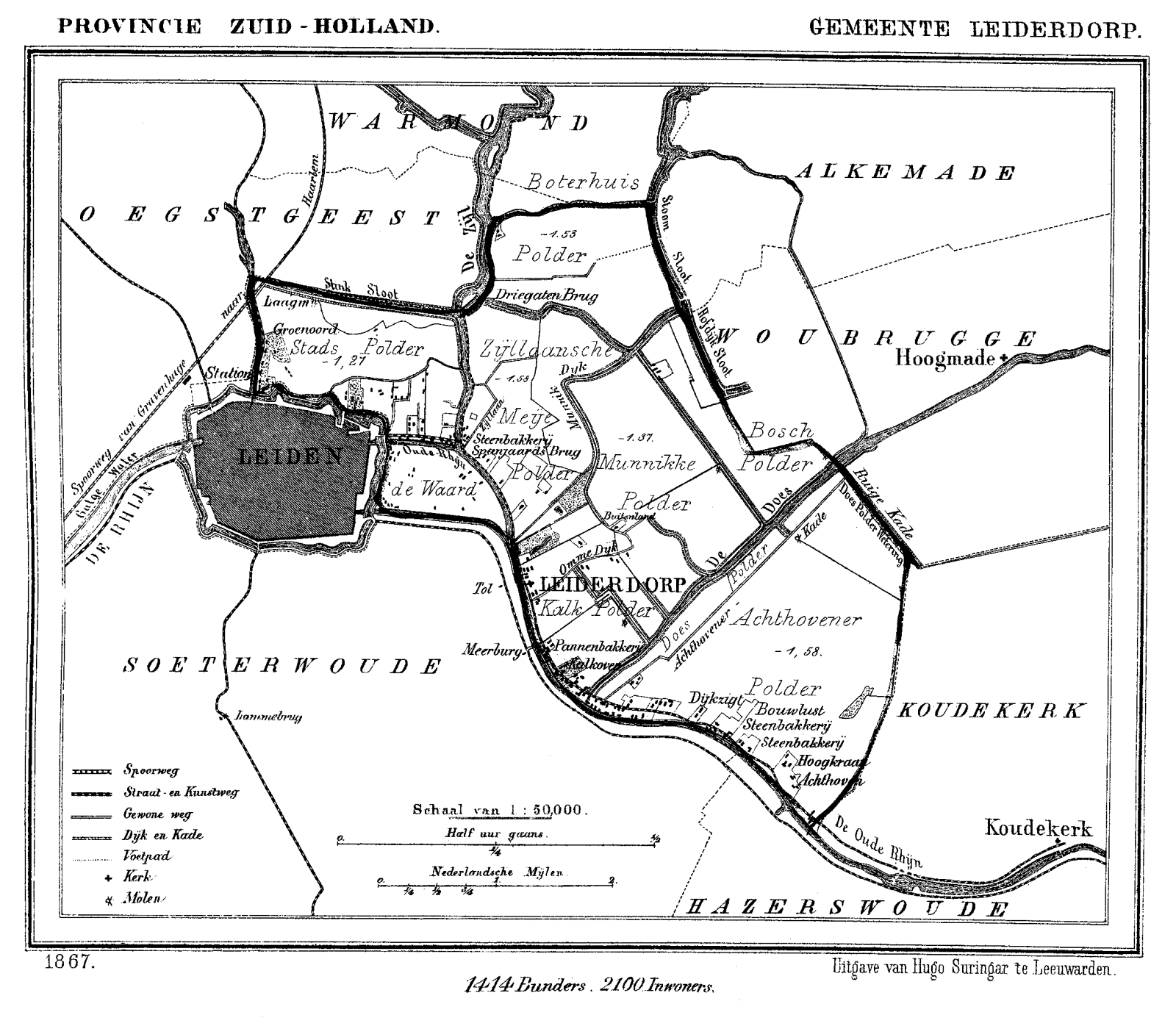
Лейдердорп на мапі 1867 року

Історія Лейдердорпа сягає античних часів. Тут пролягала межа Римської Імперії та розташовувався давньоримський форт Матілон (зараз — територія Лейдена).
На початку I тисячоліття ці території були заболочені та, внаслідок цього, слабо заселені. Втім, розкопки, проведені біля сучасного Лейдердорпа, показали, що за каролінзьких часів тут мешкали люди, які займалися переважно тваринництвом та виготовленням тканин. У 1952 році були знайдені рештки примітивних дамб. Внаслідок чергових археологічних розкопок, проведених у травні 2013 року, були знайдені залишки поселень та примітивні дренажні споруди, датовані 500–900 роками н. е.

### Середні віки
Літописи X століття свідчать про те, що тут розташовувалися три хутори, які мали назви Перший, Другий та Третій Лейтон. За однією з версій, саме від цієї назви походять назви міст Лейден і Лейдердорп. Спочатку до Лейдердорпа відносилася уся територія навколо Лейденського замку та на схід від нього, але починаючи з XII століття поселення на місці сучасного Лейдена почало прирощувати території за рахунок навколишніх поселень, зокрема, Лейдердорпа.
У Середньовіччі навколо Лейдердорпа було зведено низку замків, зокрема Хейс-тер-Дус (нід. Huis ter Does), Берендрехт (нід. Berendrecht), Тер-Мей (нід. Ter Mey), Стеневелт (нід. Stenevelt), Те-Ваарде (нід. Te Waarde) та Зейлхоф (нід. Zijlhof), проте до XX століття усі вони були зруйновані.
З XIV століття в містечку з'явився монастир августинців Енгелендаль (нід. Engelendael), якому належала більшість земель навколо Лейдердорпа. Монастир відігравав значну роль у житті поселення.

### XVI–XVIII століття
Протягом Восьмидесятилітньої війни у старій церкві Лейдердорпа розташовувався штаб іспанської армії. Їх командир, Вальдез, наказав збудувати навколо поселення оборонні споруди, від яких, втім, нічого не лишилося. Після зняття облоги Лейдена у 1574 році іспанська армія залишила Лейдердорп. Католицький монастир після перемоги голландців-протестантів перейшов у власність шляхтича Аренда ван Дорпа (Arend van Dorp), за те, що він свого часу надав грошову позику ватажку повстанців Вільгельму I Оранському. Ван Дорп зніс усі будівлі монастиря і зруйнував фундамент, з метою отримувати прибутки від монастирської землі. Через це, хоча на території муніципалітету і лишилися рештки інших середньовічних будівель, від монастиря не лишилося ні сліду.
За часів Восьмидесятилітньої війни власником Лейдердорпа був граф де Лінь (de Ligne), який одружився з Марією ван Вассенаар; поселення було часткою посагу. Ле Лінь був католиком і після перемоги протестантів вирішив, задля порятунку свого майна, переїхати на південь Голландії.
У 1597 році, після тривалих дебатів, Лейдердорп перейшов під управління міської ради Лейдена. До кінця XVIII століття усі чиновники Лейдердорпа призначалися Лейденом.

### XIX–XXI століття
Після Французької революції Нідерланди опинилися під владою французів, які привнесли сюди свою адміністративну систему муніципалітетів. Окремим муніципалітетом став і Лейдердорп, проте на життя місцевої громади це ніяк не вплинуло: основною галуззю економіки тут лишалося сільське господарство.
У XIX столітті в Лейдердорпі мешкало близько 1000 осіб. Також тут розташовувалися маєтки заможних лейденців. Промисловість була слабко розвинена, у містечку було три цегляні заводики та низка гончарних майстерень. На річці Зейл базувалися кілька верфей, зокрема, верф De Hoop, на якій був побудований корабель Alhambra Flottante. Цей корабель був орендований братами Люм'єр і на початку ери німого кіно слугував пересувним кінотеатром.
У 1886 році у містечку почалися масові заворушення, спричинені розколом всередині кальвіністської Реформатської церкви. Заворушення пройшли по всій території Нідерландів, проте між місцевими прибічниками традиціоналістів і реформаторів сутички були найзапеклішими. Для запобігання громадянській війні у Лейдердорпі протягом восьми тижнів перебували військові частини. Зрештою реформатори організували свою церкву у будівлі місцевої школи, а 1892 року перебралися до новозбудованої церкви біля сучасного шосе А4.
У XX столітті почалося зростання міста. Тут будувалися квартали приватних будинків, зокрема, у 1914–1915 роках архітекторами Віллемом Дудоком і Якобусом Аудом був зведений так званий квартал Oude Dorp (укр. Старе село), розташований в районі вулиці Ван-Леувенпарк (нід. Van Leeuwenpark). Після Другої світової війни також почався розвиток промисловості, у місті відкрилася канатна фабрика, яка, окрім канатів, виготовляла ще й килими.
У середині 1950-х років крізь Лейдердорп пролягло шосе А4, яке розділило місто на дві частини. 1964 року був зведений Лейдердорпський міст через Ауде-Рейн (більш відомий як Стіренбрюг, Бичачий міст), що з'єднав Лейдердорп із Лейденом. У другій половині XX століття місто продовжувало зростати, виникли дільниці Бінненхоф (нід. Binnenhof), Ворхоф (нід. Voorhof), Вінкельхоф (нід. Winkelhof), Бейтенхоф (нід. Buitenhof) і Лейхоф (нід. Leyhof).
Станом на середину 2010-х років у місті нараховується близько 11 000 будинків і проживає близько 26 000 мешканців.

## Географія

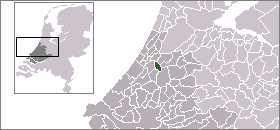
Розташування громади Лейдердорп на мапі Південной Голландії

Лейдердорп розташований на схід від Лейдена і фактично є його передмістям, хоча й окремим муніципалітетом. Між двома містами протікають ріки Ауде-Рейн і Зейл. Загальна площа муніципалітету становить 12,28 км², з яких 0,73 км² займають водойми.

### Адміністративний поділ
Лейдердорп ділиться на три райони (нід. wijken) та 16 дільниць (нід. buurten). Райони міста не мають власних назв і використовуються лише для статистичних підрахунків.
| Район              | Статистичний код району | Дільниця                                           | Статистичний код дільниці | Населення (ос.) | Загальна площа (га) | Площа суходолу (га) | Розташування |
| ------------------ | ----------------------- | -------------------------------------------------- | ------------------------- | --------------- | ------------------- | ------------------- | ------------ |
| Район 00 (Wijk 00) | 054700                  | Керквейк (нід. Kerkwijk)                           | BU05470000                | 1 860           | 48                  | 48                  |              |
| Район 00 (Wijk 00) | 054700                  | Аудерзорг (нід. Ouderzorg)                         | BU05470001                | 3 180           | 66                  | 60                  |              |
| Район 00 (Wijk 00) | 054700                  | Зейлквартір (нід. Zijlkwartier)                    | BU05470002                | 1 040           | 16                  | 14                  |              |
| Район 00 (Wijk 00) | 054700                  | Фогельвейк (нід. De Vogelwijk)                     | BU05470003                | 1 930           | 22                  | 22                  |              |
| Район 00 (Wijk 00) | 054700                  | Бандерей (нід. De Baanderij)                       | BU05470004                | 140             | 39                  | 38                  |              |
| Район 00 (Wijk 00) | 054700                  | Схансен (нід. De Schansen)                         | BU05470005                | 1 440           | 13                  | 13                  |              |
| Район 00 (Wijk 00) | 054700                  | Вінкельхоф (нід. Winkelhof)                        | BU05470006                | 580             | 11                  | 11                  |              |
| Район 00 (Wijk 00) | 054700                  | Бінненхоф (нід. Binnenhof)                         | BU05470007                | 1 430           | 21                  | 20                  |              |
| Район 00 (Wijk 00) | 054700                  | Ворхоф (нід. Voorhof)                              | BU05470008                | 2 880           | 42                  | 42                  |              |
| Район 00 (Wijk 00) | 054700                  | Елізабетхоф (нід. Elizabethhof)                    | BU05470009                | 140             | 24                  | 24                  |              |
| Район 01 (Wijk 01) | 054701                  | Оран'євейк (нід. Oranjewijk)                       | BU05470100                | 1 810           | 29                  | 28                  |              |
| Район 01 (Wijk 01) | 054701                  | Дусквартір (нід. Doeskwartier)                     | BU05470101                | 920             | 14                  | 13                  |              |
| Район 01 (Wijk 01) | 054701                  | Розсіяна забудова (нід. Verspreide huizen)         | BU05470109                | 670             | 777                 | 740                 |              |
| Район 02 (Wijk 02) | 054702                  | Бейтенхоф Ост-Зейд (нід. Buitenhof-Oost-Zuid)      | BU05470200                | 1 980           | 22                  | 22                  |              |
| Район 02 (Wijk 02) | 054702                  | Бейтенхоф Мідден-Вест (нід. Buitenhof-Midden-West) | BU05470201                | 3 570           | 39                  | 36                  |              |
| Район 02 (Wijk 02) | 054702                  | Лейхоф (нід. Leyhof)                               | BU05470202                | 2 800           | 44                  | 40                  |              |

## Міська влада
Міська рада Лейдердорпа складається з 21 депутата. Нижче наведений список партій, що були представлені в раді з 1998 року, та кількість депутатів. Вибори до міської ради проводяться раз на чотири роки.
| Партія                                 | 1998 | 2002 | 2006 | 2010 | 2014 |
| -------------------------------------- | ---- | ---- | ---- | ---- | ---- |
| Народна партія за свободу і демократію | 5    | 5    | 6    | 7    | 5    |
| Християнсько-демократичний заклик      | 4    | 5    | 4    | 3    | 4    |
| Партія праці                           | 3    | 4    | 4    | 2    | 2    |
| Зелені ліві                            | 3    | 3    | 3    | 3    | 3    |
| Місцева партія Лейдердорпа             | 1    | 3    | 3    | 3    | 2    |
| Демократи 66                           | 2    | 1    | —    | 3    | 5    |
| AOV-Unie55+                            | 1    | —    | —    | —    | -    |
| Соціалістична партія                   | —    | —    | 1    | —    | -    |
| Усього                                 | 19   | 21   | 21   | 21   | 21   |

Посаду мера міста (бургомістра) з січня 2012 року обіймає Лайла Дріссен-Янсен (Laila Driessen-Jansen) з Народної партії за свободу і демократію.

## Транспорт
Поблизу Лейдердорпа пролягає тунель швидкісної залізниці Схіпгол-Антверпен.
Місто сполучається з Лейденом автобусними маршрутами № 1, 2, 5, 6, 56, 182, 183, 365. Маршрути 182 та 183 зв'язують Лейдердорп з містом Алфен-ан-ден-Рейн, маршрут 365 — з аеропортом Схіпгол, маршрут 56 — з селищем Леймейден.

## Релігія

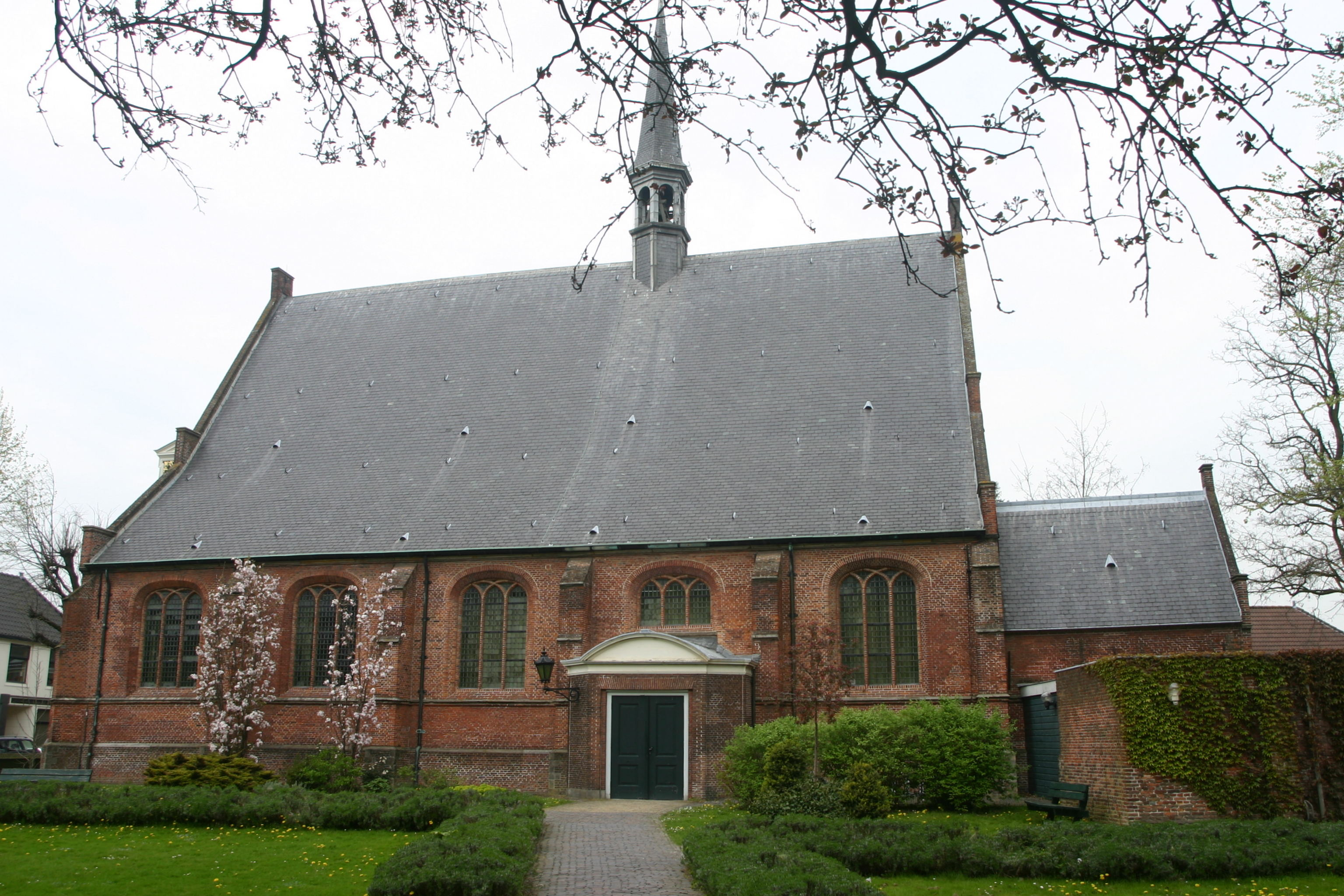
Дорпскерк, найстаріша церква міста

Переважна більшість місцевих вірян — протестанти. В місті діють кілька церков:
- Дорпскерк (нід. Dorpskerk, укр. Сільська церква) — найстаріша церква міста, зведена 1622 року на місці старішої церкви. Належить протестантській громаді.
- Хофдстраткерк (нід. Hoofdstraatkerk, укр. Церква на Головній вулиці) — кальвіністська церква.
- Схеппінгскерк (нід. Scheppingskerk) — протестантська церква.
- Менсвордінгкерк (нід. Menswordingkerk) — римо-католицька церква.
- Левенстром (нід. Levensstroom) — молитвений будинок євангелістів.

## Пам'ятки історії та архітектури

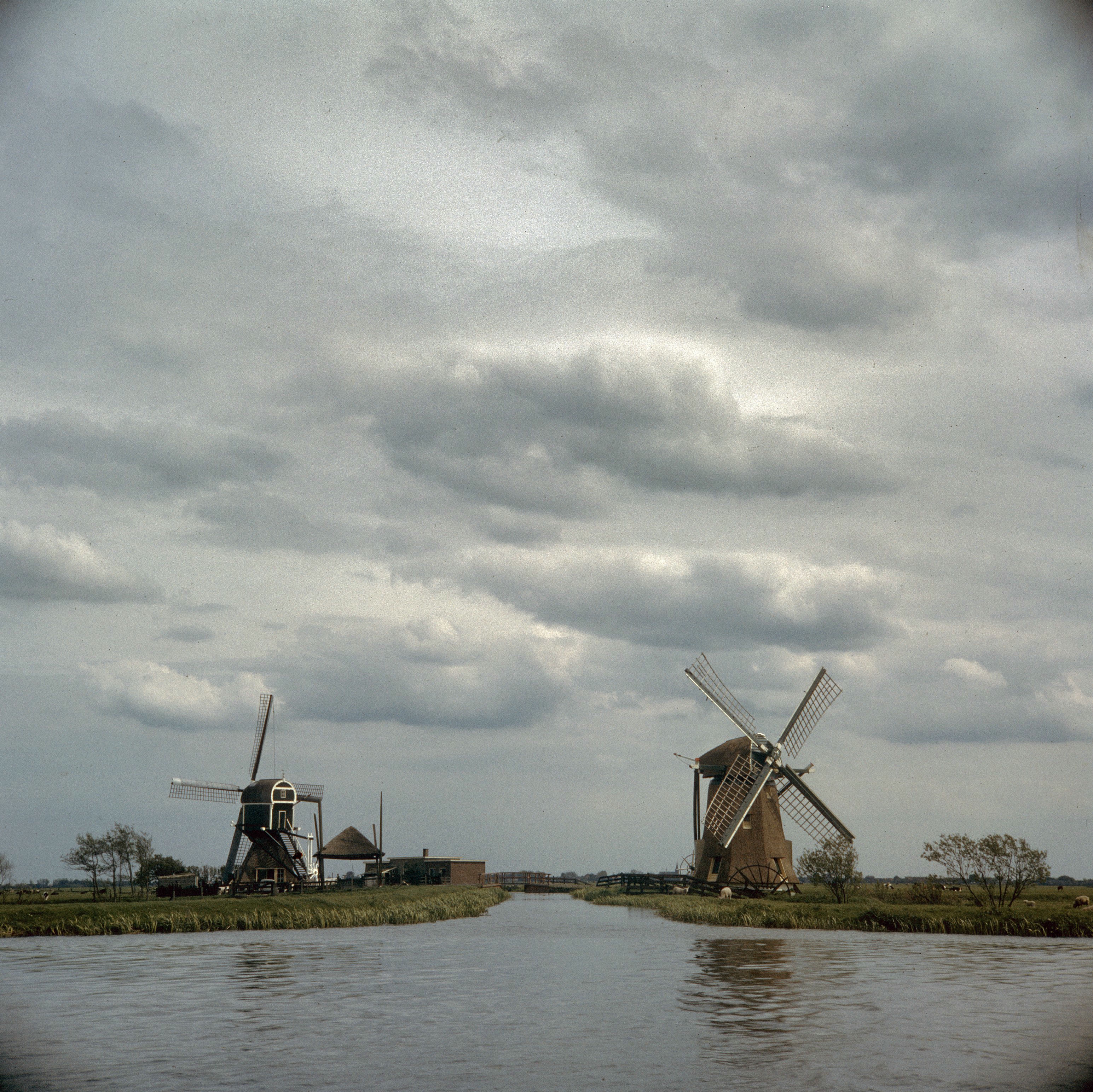
Вітряки Doeshofmolen і Ахтховенський

На території муніципалітету розташовано 33 національні пам'ятки історії та архітектури, зокрема, вітряки Doeshofmolen, Kalkmolen, Munnikenmolen, Zijllaanmolen та Ахтховенський вітряк. Також є один військовий меморіал.

## Спорт
В Лейдердорпі є футбольний клуб Racing Club Leiderdorp (RCL), хокейна команда LSC Alecto, тенісний клуб LTC De Munnik, клуб з веслування на каное KanoRijnland, клуб з водного поло SG DKD/ Koudekerk, стрілецька асоціація De Vrijheid, команда з бадмінтону De Spotvogels, кінно-спортивний клуб Manege Liethorp та багато інших, включаючи студентські команди, збірні та клуби.
Місцевий клуб гри у бридж Leiderdorpse Bridge Club (LBC) є одним з найбільших в Нідерландах.

## Відомі мешканці
- Армін ван Бюрен (1976) — трансовий ді-джей; мешкав у Лейдердорпі.
- Каріс ван Гаутен (1976) — нідерландська актриса театру і кіно; народилася і мешкала в Лейдердорпі.
- Денніс Ліфланг (1979) — барабанщик, музичний продюсер; народився в Лейдердорпі.
- Дафне Груневелд (1994) — нідерландська модель; народилася в Лейдердорпі.
- Регіна Брюнс (1986) — нідерландська велогонщиця; мешкала в Лейдердорпі.
- Томас Азір (1987) — нідерландський музикант і співак; народився в Лейдердорпі.

## Міста-побратими
- Словаччина — Шаморін (1991)

## Галерея

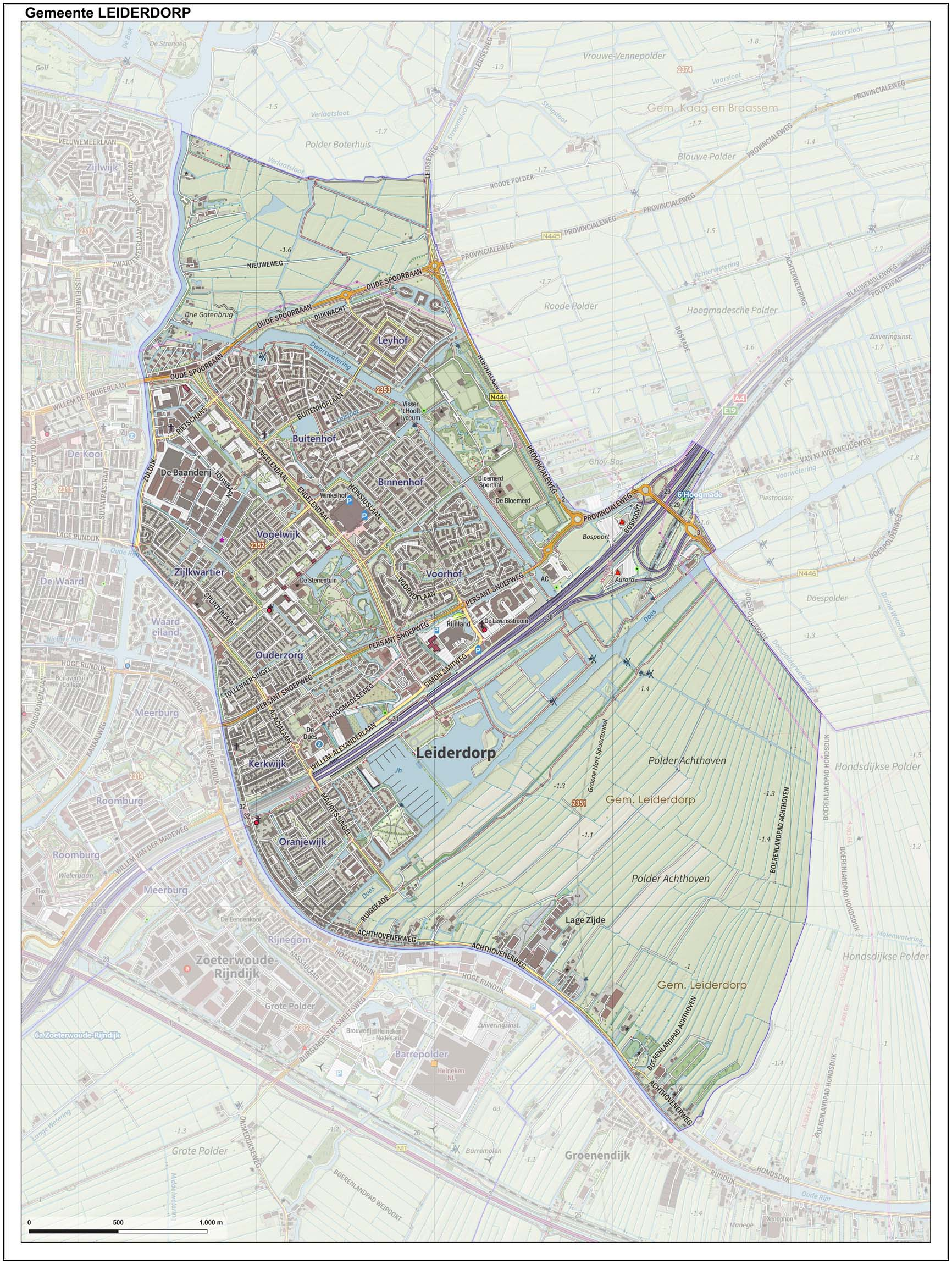
Топографічна карта Лейдердорпа
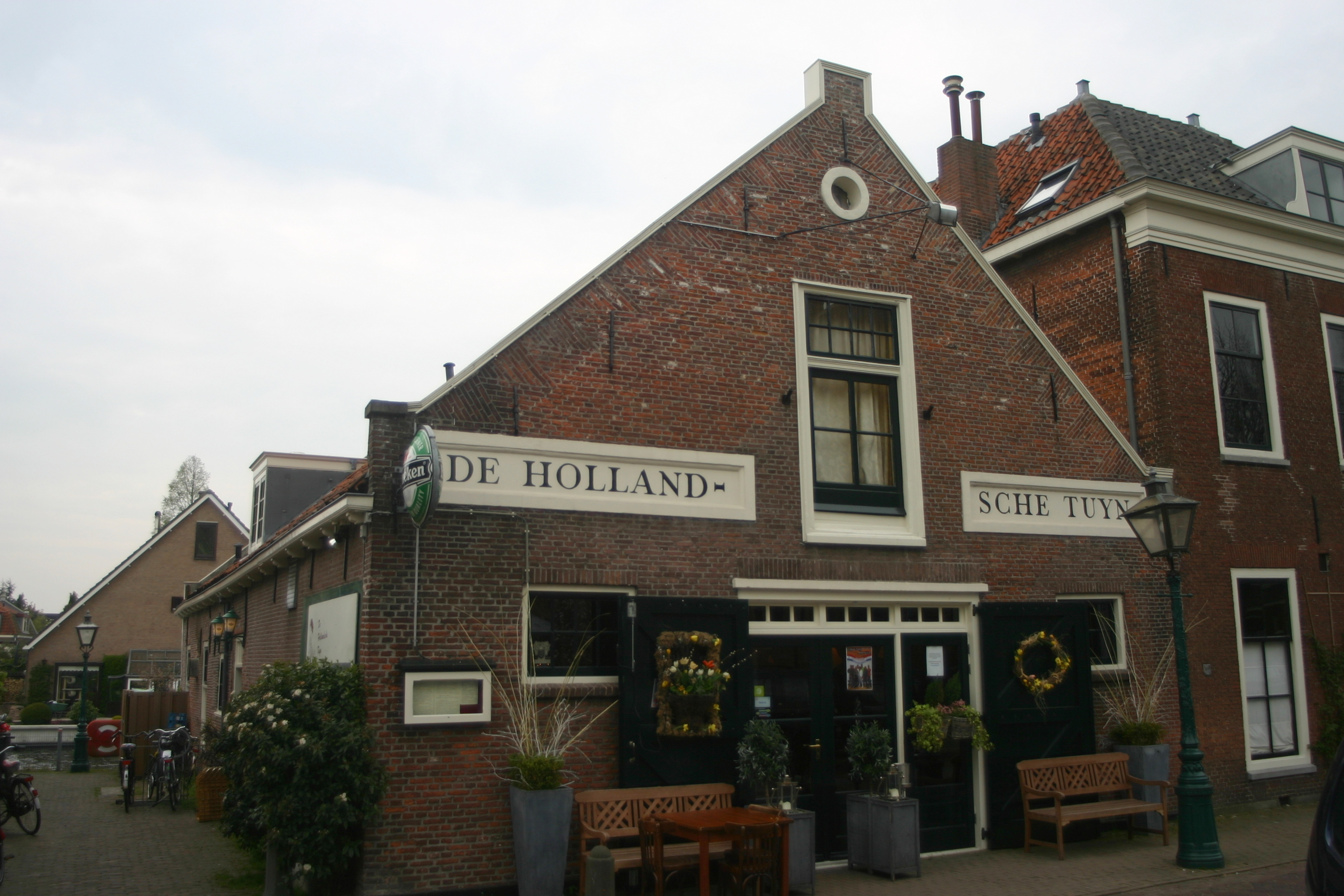
Старий будинок по вулиці Hoofdstraat, 24
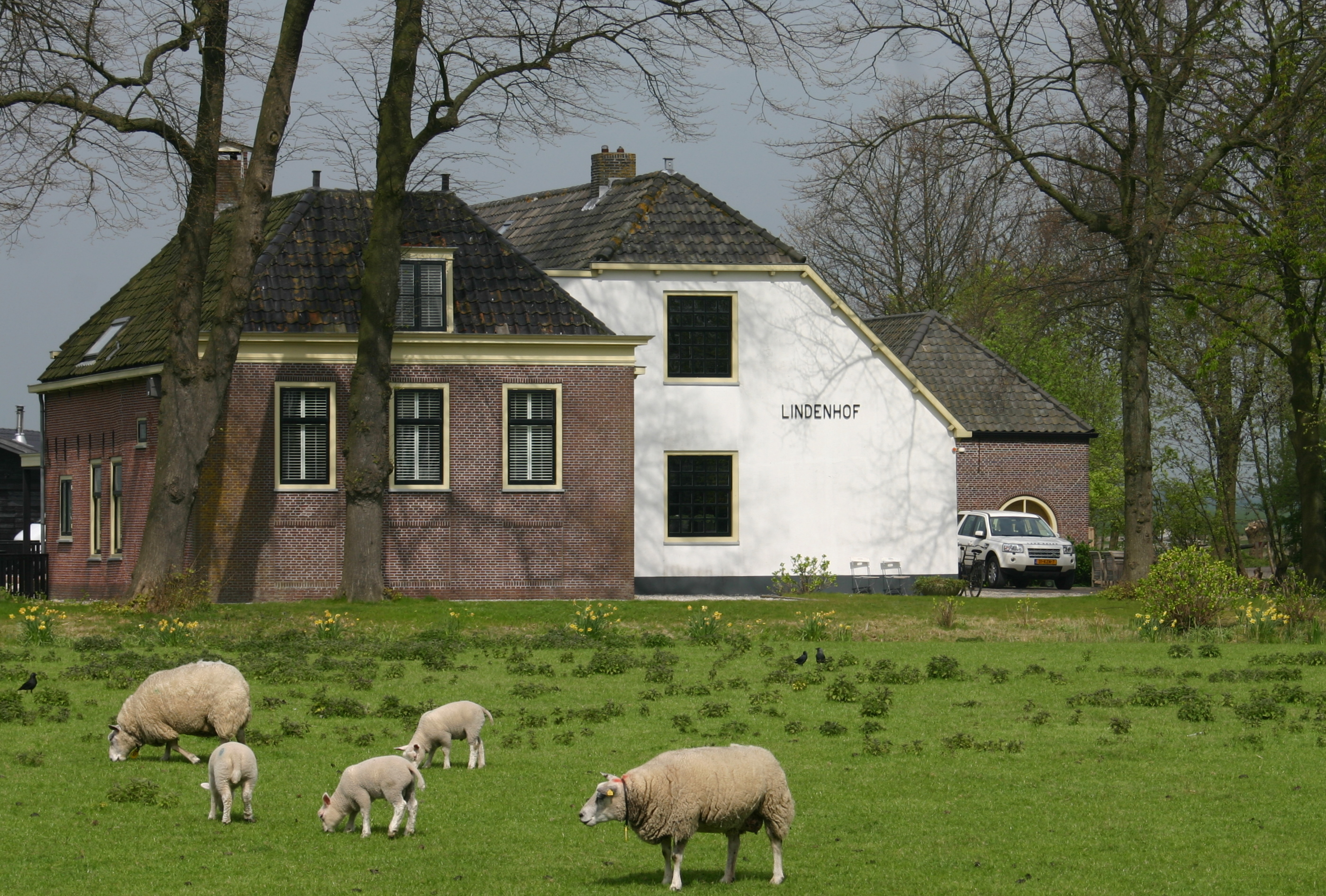
Старовинна ферма по вулиці Achthovenerweg, 7
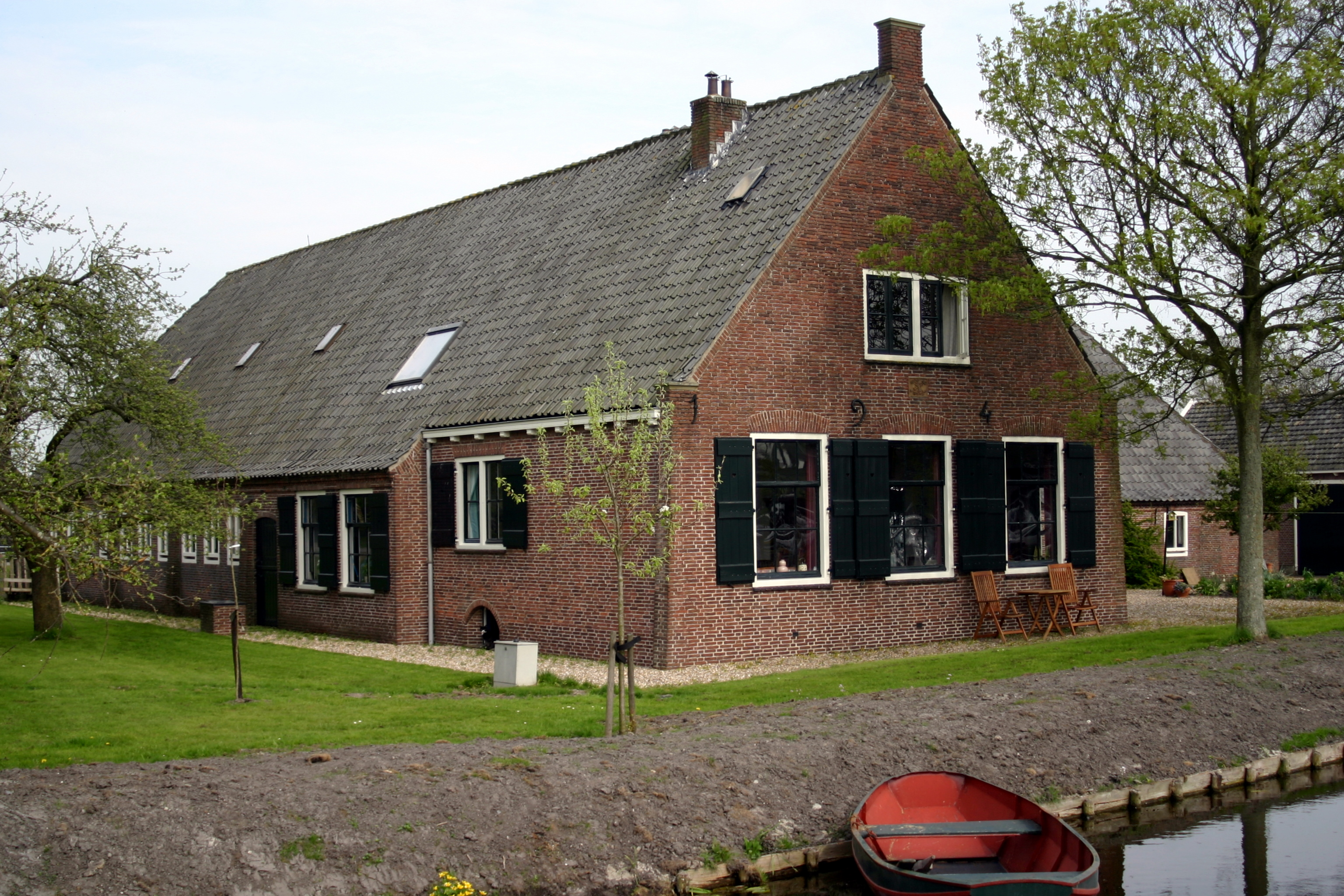
Старовинна ферма по вулиці Achthovenerweg, 60
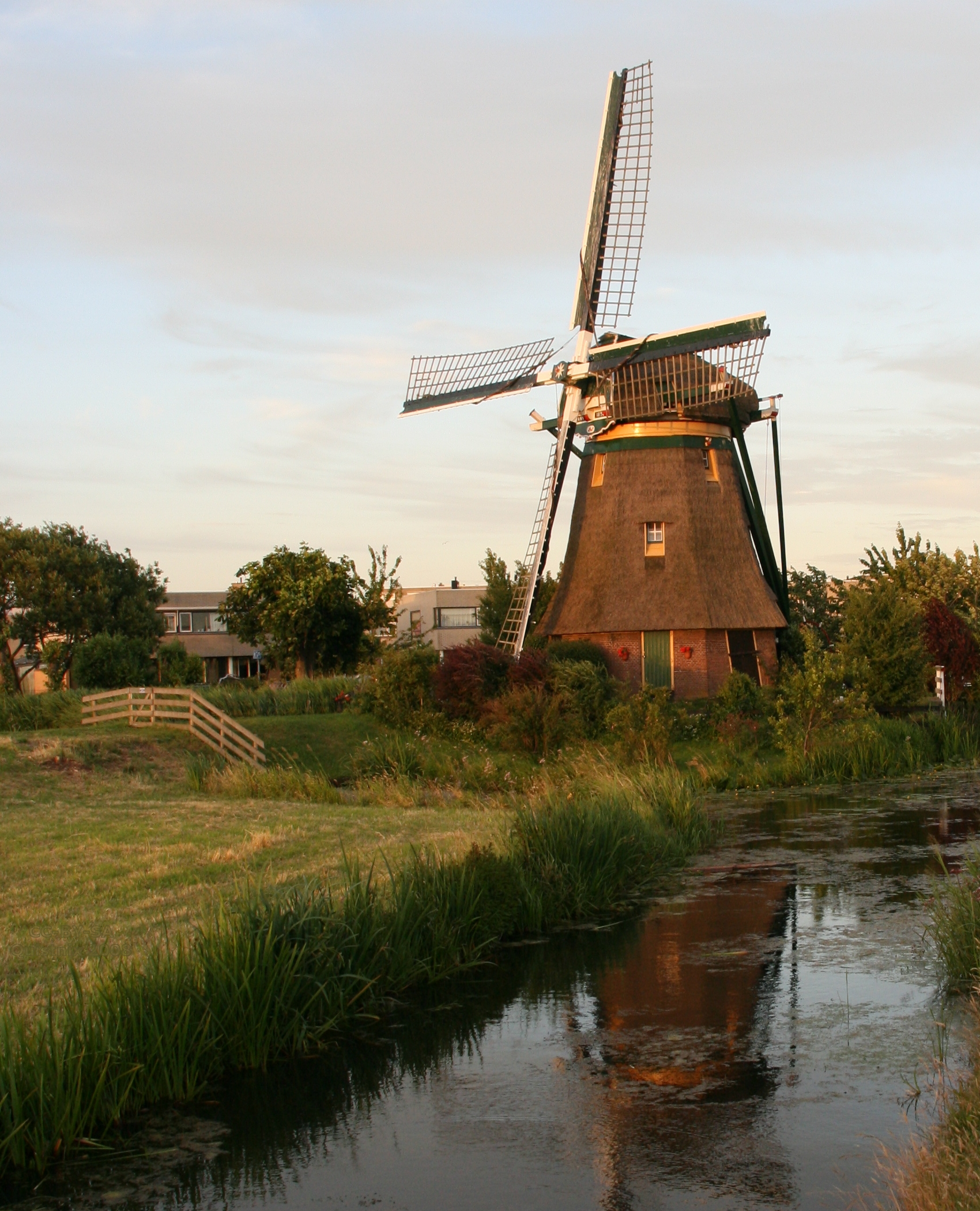
Вітряк Zijllaanmolen
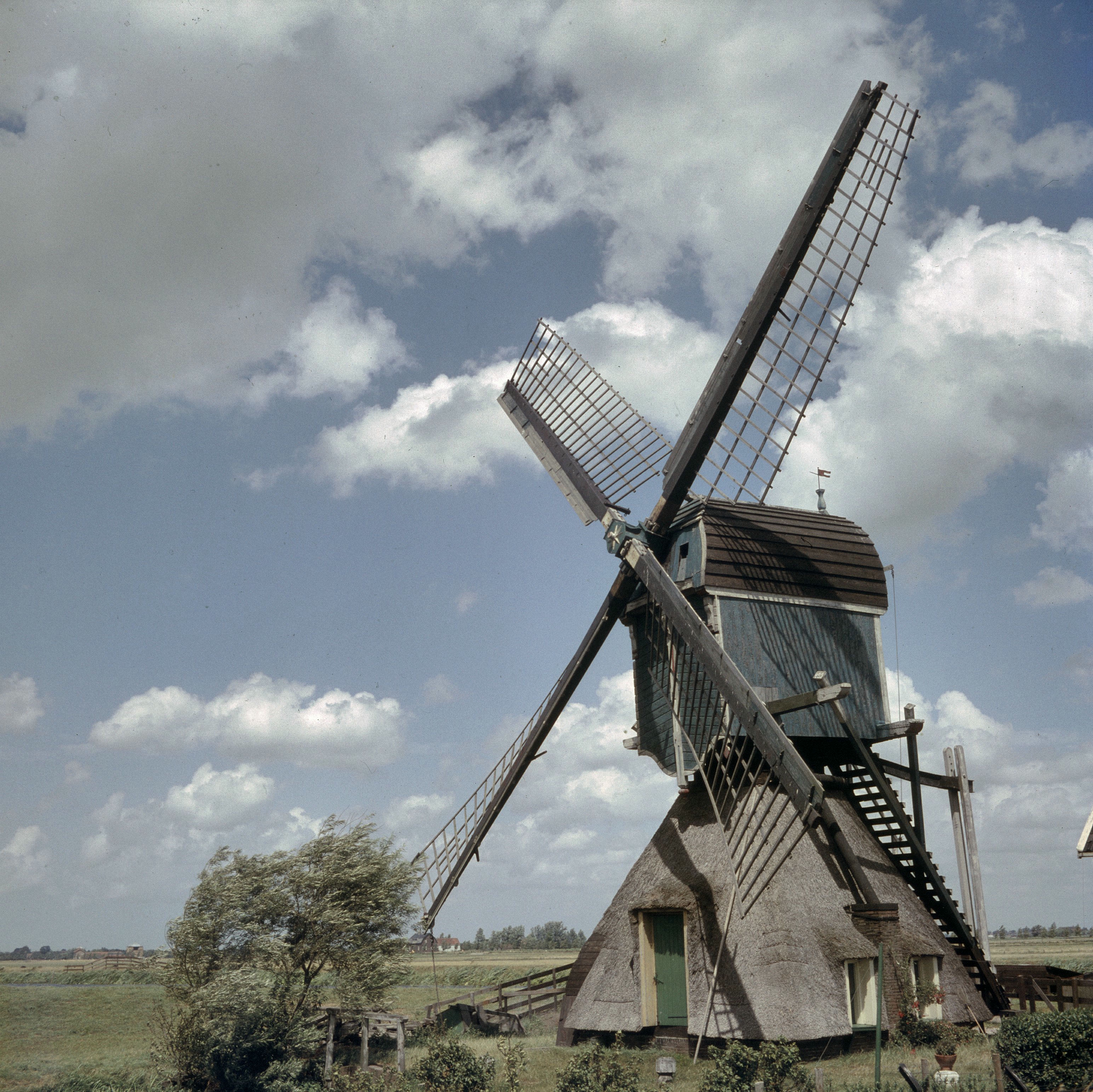
Вітряк Munnikenmolen
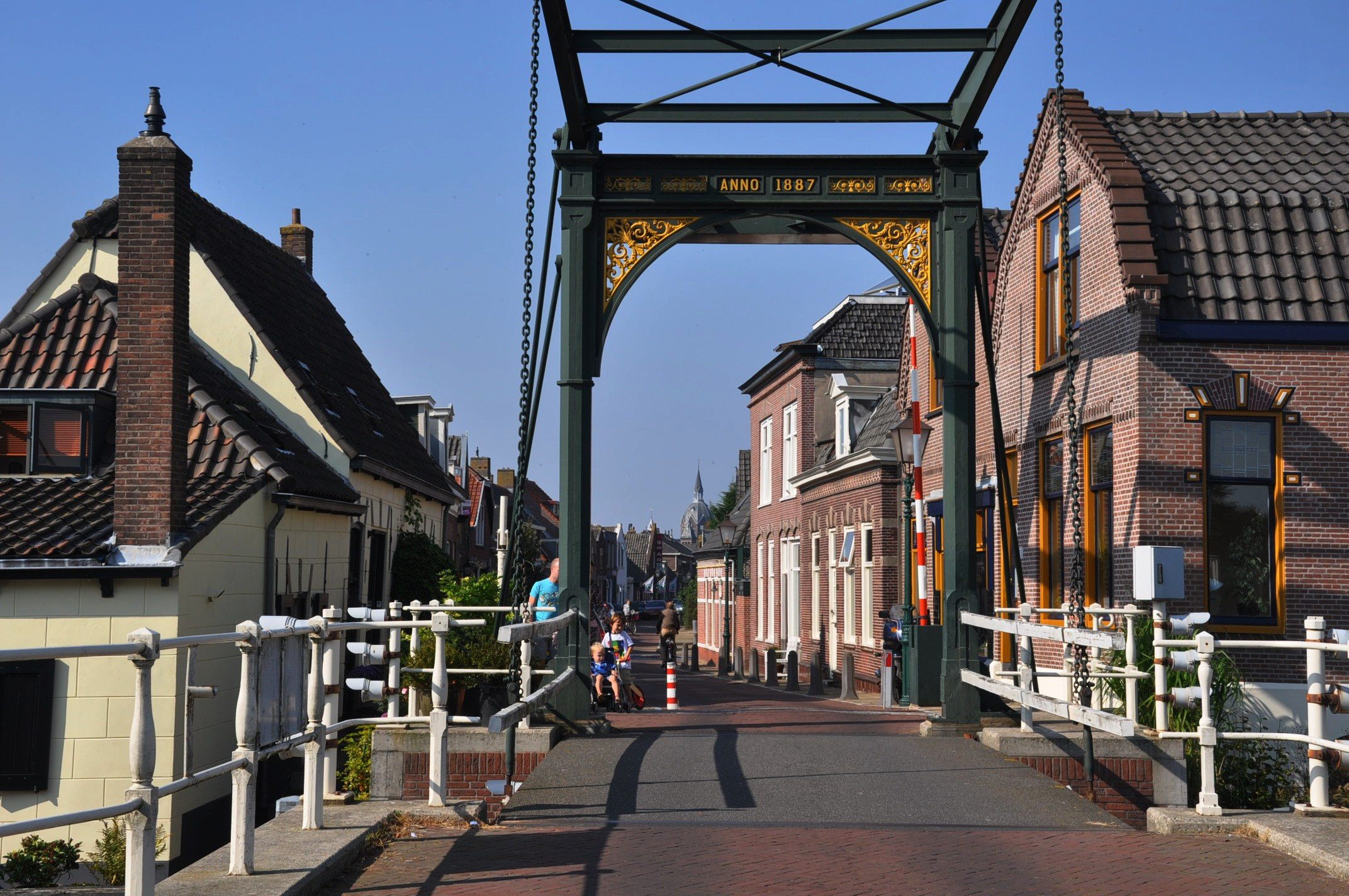
Старовинний міст (1887)
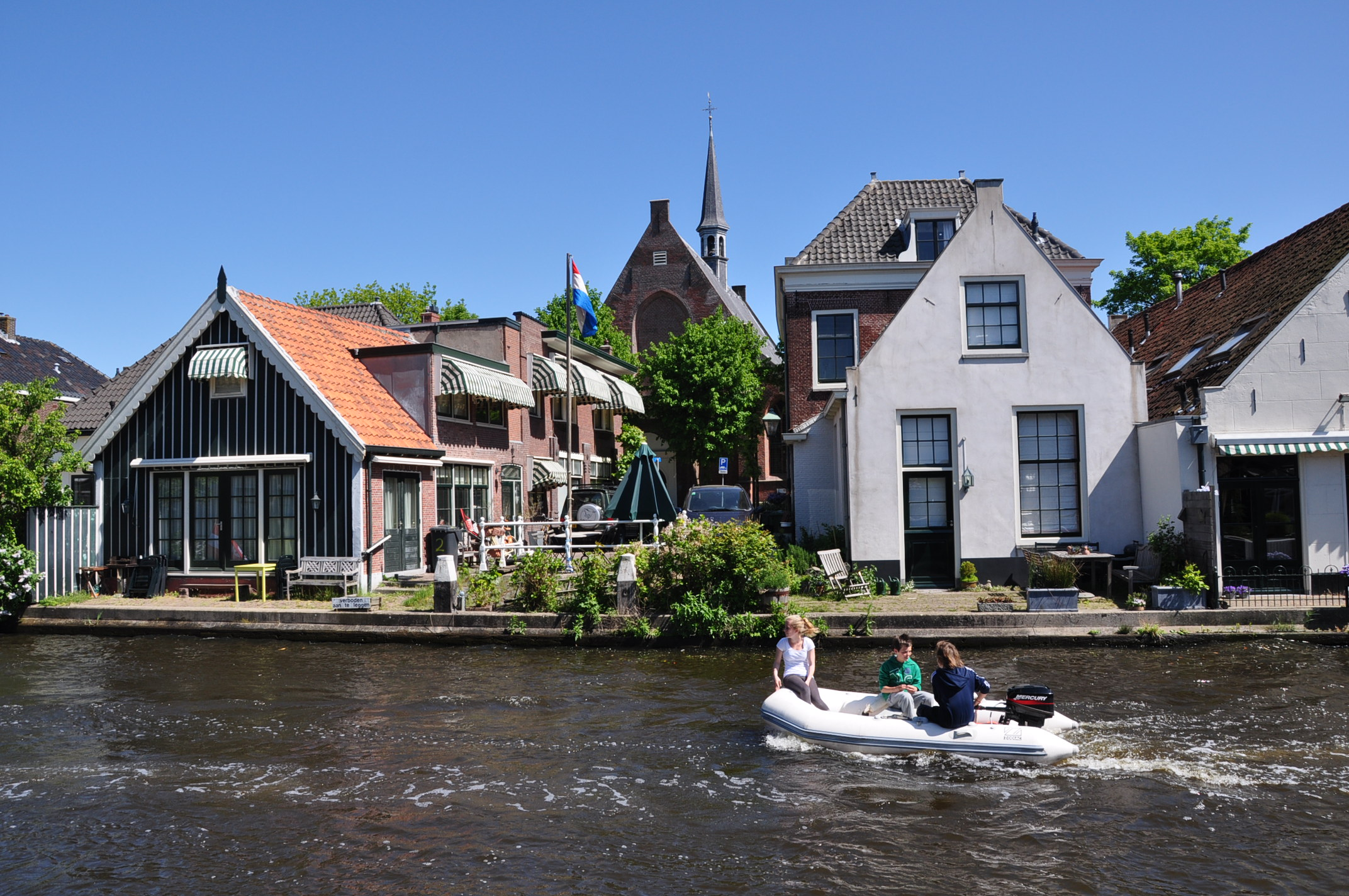
Центр міста